# 吉敷村
吉敷村（よしきそん）は、かつて山口県吉敷郡西部に存在した村。現在は山口市の一地域となっている。

## 地理
山口県の中西部、西鳳翩山の麓に位置する。

## 地名の由来
元々新しく開墾した土地という意味を持つ「あらき」（荒城）で呼ばれていたものが、荒の字が開墾地にふさわしくないとして「吉城」「良城」となり、これの読みが「よしき」となり、吉敷の字が当てられたとされている。吉敷地区にある小学校名が山口市立良城小学校であるのはこれに由来するといわれている（ただし、小学校の読みは「りょうじょう」）。

## 歴史
- 1889年（明治22年）4月1日 - 町村制の施行により、吉敷郡吉敷村及び中尾村の区域をもって、吉敷村が発足する。
- 1929年（昭和4年）4月10日 - 山口町及び吉敷村が合併して、山口市が発足する。

## 経済
農業
『大日本篤農家名鑑』によれば、吉敷村の篤農家は「谷川熊五郎、井上新市郎、石川篤治郎、野村資之、小林卯吉」などである。

## 現況
旧吉敷村の地域が山口市西部の一区域（吉敷地区）となっている。山口市街地に近く国道9号・国道435号などの交通の便も良好であることから近年宅地化が進展し、維新百年記念公園による環境面の整備や大型商業施設の進出も相次いでいることもあって、山口市でも人口の増加が特に著しい地域である。

## 出身・ゆかりのある人物
- 内海忠勝（男爵・政治家）
- 服部一三